# Witolda Stelmachowska

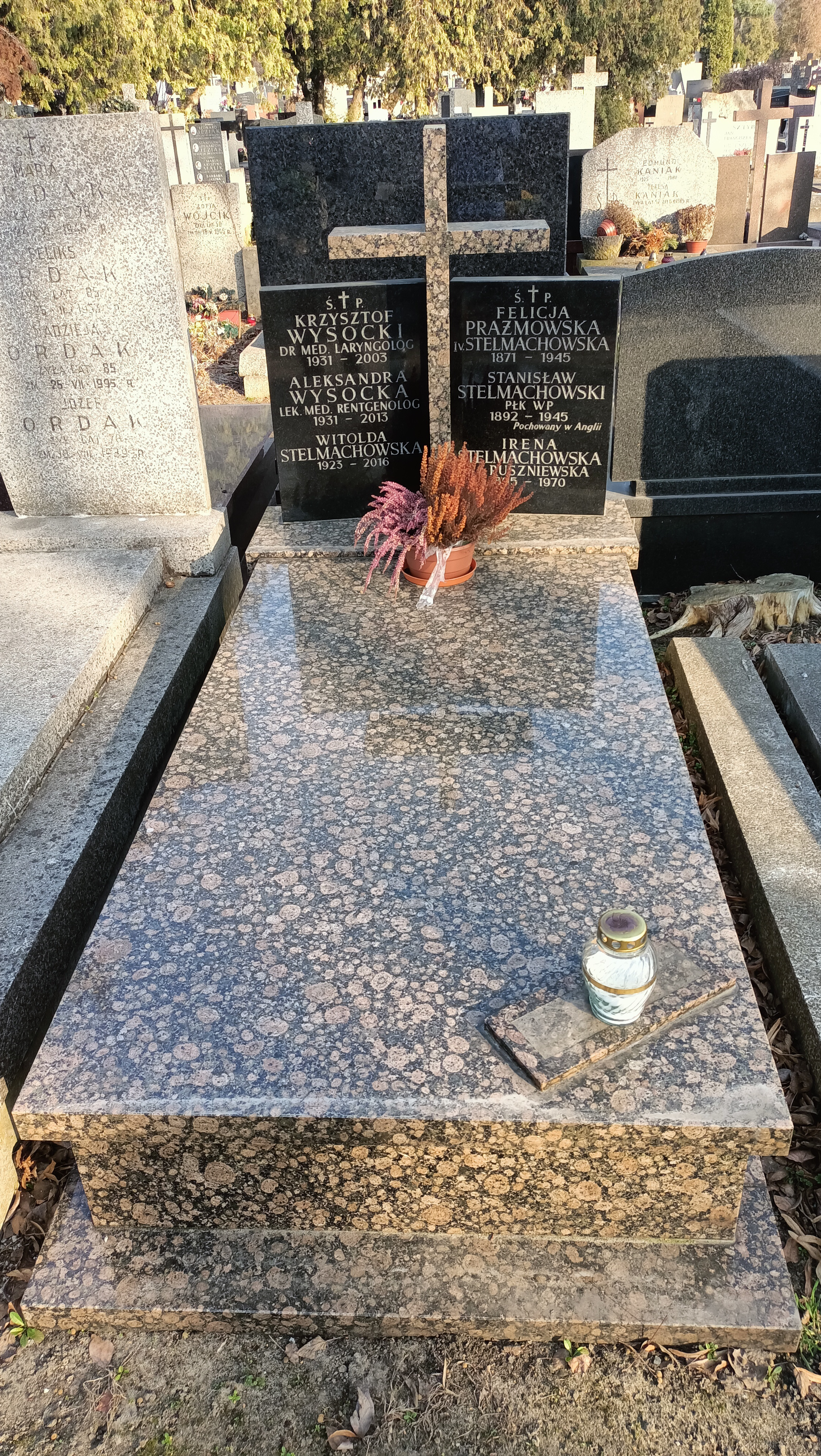
Grób Witoldy Stelmachowskiej na cmentarzu Bródnowskim w Warszawie

Witolda Stelmachowska (ur. 13 października 1923 w Warszawie, zm. 12 grudnia 2016) – polska Sprawiedliwa wśród Narodów Świata

## Życiorys
W czasie okupacji niemieckiej Witolda Stelmachowska mieszkała z młodszą siostrą Aleksandrą  i matką Ireną domo Ruszkowską w Warszawie przy ulicy Gomółki 20. Wówczas ojciec płk. Stanisław Stelmachowski pracował w Londynie w Sztabie Głównym Polskiego Rządu na Uchodźstwie. Wspólnie z matką Witolda udzielała pomocy i schronienia prześladowanym ze względu na żydowskie korzenie zbiegłym z getta we Lwowie Ewie Schutz i jej jedenastoletniemu synowi Janowi. Stelmachowska udzielała Janowi korepetycji. Schutzowie pozostali pod opieką Stelmachowskich do upadku powstania warszawskiego, po czym rodziny zostały rozdzielone w obozie w Pruszkowie. Następnie Schultzowie trafili do obozu pracy w Austrii, a po wyzwoleniu już nie wrócili do Polski. Pochowana na cmentarzu Bródnowskim w Warszawie (kwatera 95A-6-29).
28 grudnia 1988 roku Witolda Stelmachowska oraz jej matka Irena Stelmachowska zostały odznaczone medalem Sprawiedliwy wśród Narodów Świata.